# Marcus Vinicius D'Almeida
Marcus Vinícius Carvalho Lopes D'Almeida, né le 30 janvier 1998, est un archer brésilien. Médaillé d'argent aux championnats du monde 2021, il devient le premier Brésilien à prendre la tête du classement mondial du tir à l'arc dans la catégorie arc classique en février 2023.

## Biographie
D'Almeida commence le tir à l'arc en 2010. Il participe à ses premières compétitions internationales en 2013. En 2014, il remporte ses premières médailles pour des compétitions internationales majeurs avec des médailles d'argents en coupe du monde, aux Jeux sud-américains et aux Jeux olympiques de la jeunesse. Le 17 juillet 2016, il est annoncé comme membre de l'équipe qui représente le Brésil aux Jeux olympiques d'été de 2016 en compagnie de Daniel Rezende Xavier et Bernardo Oliveira.
Aux Jeux panaméricains de 2019, il a remporté une médaille d'argent, ne s'inclinant que face au Canadien Crispin Duenas, médaillé de bronze aux Championnats du monde de tir à l'arc 2013, par un score serré de 6x4.
Aux Jeux olympiques de Tokyo 2020, lorsqu'il a battu le Néerlandais Sjef van den Berg (tête de série numéro 8 du tournoi) et s'est qualifié pour les huitièmes de finale, il a obtenu le meilleur résultat d'un archer brésilien de l'histoire du tir à l'arc aux Jeux olympiques. Il a été éliminé en huitièmes de finale par l'Italien Mauro Nespoli, qui s'est retrouvé avec l'argent olympique dans cette compétition. Nespoli a touché toutes les flèches dans la partie la plus centrale de la cible (obtenant toujours 9 ou 10 points).
En 2021, D'Almeida a été couronné vice-champion du monde de modalité à Yankton, aux États-Unis. Il est entré dans l'histoire en remportant la première médaille de l'histoire du Brésil aux Championnats du monde de tir à l'arc.
En juillet 2022, il devient le 4e meilleur mondial après un titre inédit en Coupe du monde de tir à l'arc.
En février 2023, il devient le premier Brésilien à prendre la tête du classement mondial du tir à l'arc dans la catégorie arc classique.
En août 2023, il obtient sa deuxième médaille consécutive aux Championnats du monde, une médaille de bronze, garantissant également sa place aux Jeux olympiques de 2024.
En septembre 2023, il obtient son plus grand titre en carrière en devenant champion de la finale de la Coupe du monde de tir à l'arc en battant le Sud-Coréen Lee Woo-seok 6-4.
En juin 2024, 1 mois avant les JO, il obtient une médaille d'argent, lors de l'étape de Coupe du monde qui s'est déroulée à Antalya en Turquie, perdre la finale contre le triple champion du monde sud-coréen Kim Woo-jin au bris d'égalité.
Aux Jeux olympiques d'été de 2024 à Paris, il a eu des problèmes dans la phase de classement et ne s'est qualifié qu'à la 17e place. Cela a donné lieu à une "finale anticipée" entre Marcus, n°1 mondial, et le Sud-Coréen Kim Woo-jin, n°2 mondial, en huitièmes de finale. Kim Woo-Jin a été pratiquement parfait, frappant presque toutes ses flèches au centre de la cible, battant Marcus 6-1 et devenant plus tard le médaillé d'or de la compétition,,.

## Palmarès
- Jeux olympiques[3]
  - 33e à l'individuel homme aux Jeux olympiques d'été de 2016 à Rio de Janeiro.
  - 9e à l'épreuve par équipe homme aux Jeux olympiques d'été de 2016 à Rio de Janeiro (avec Bernardo Oliveira et Daniel Rezende Xavier).

- Jeux olympiques de la jeunesse[3]
  -  Médaille d'argent à l'épreuve individuelle homme aux Jeux olympiques de la jeunesse d'été de 2014 à Nanjing.

- Championnats du monde junior[3]
  -  Médaille de bronze à l'épreuve par équipe hommes aux championnats du monde junior de 2015 à Yankton.
  -  Médaille d'or à l'épreuve individuelle hommes aux championnats du monde junior de 2015 à Yankton.

- Coupe du monde[3]
  -  Médaille d'argent à l'épreuve par équipe mixte à la coupe du monde 2014 à Medellín.
  -  2e à la coupe du monde de l'épreuve individuelle homme à la coupe du monde 2014 de Lausanne.

- Jeux panaméricains[3]
  -  Médaille de bronze à l'épreuve par équipe homme aux Jeux panamércains de 2015 à Toronto.

- Jeux sud-américains[3]
  -  Médaille d'or à l'épreuve individuelle homme aux Jeux sud-américains de 2014 au Chili.